# テフルベンズロン
テフルベンズロン（英:teflubenzuron）とは、昆虫成長制御剤のひとつ。キチン質の合成を阻害することにより、幼虫の孵化および発育を阻害する。ハエやアブの駆除のために幼虫の発生場所に散布される。